# Vitaly Naoumkine
Vitaly Viatcheslavovitch Naoumkine (Виталий Вячеславович Наумкин), né le 21 mai 1945 à Sverdlovsk, est un orientaliste et politologue russe, membre correspondant de l'Académie des sciences de Russie et docteur en histoire. Il est de 2009 à 2015 directeur de l'institut d'études orientales de l'académie des sciences de Russie.

## Carrière
Il termine ses études à l'Institut des langues orientales de l'université d'État de Moscou en 1968.[pas clair], après avoir effectué un stage en 1966-1967 à l'université du Caire et à l'université américaine de Beyrouth. Sa thèse de candidat au doctorat porte sur la doctrine soufi d'Al-Ghazâlî. Il est docteur en histoire en 1981 grâce à sa thèse Le Front national dans la lutte pour l'indépendance du Sud-Yémen. Il est nommé professeur d'État en 1988, membre correspondant de l'Académie des sciences de Russie en 2011 et membre de la Société britannique d'études du Proche-Orient (BRISME).
Vitaly Naoumkine poursuit des recherches à l'institut d'études orientales de l'Académie des sciences et des activités pédagogiques à l'institut des pays d'Asie et d'Afrique. Il a été également chef du centre d'études arabes de l'Académie des sciences. Il a plusieurs fois été en d'expédition au Yémen et a participé à des investigations anthropométriques et des études ethno-linguistiques à Socotra dans les années 1980. Il y retourne en 2002 pour une expédition archéologique et spéléologique organisée par l'institut qui y envoie des spécialistes pour étudier les lieux de culte troglodytes. Les travaux de Naoumkine sont uniques, car la langue des habitants de Socotra est seulement orale et l'historien rapporte un matériel d'étude considérable.
Vitaly Naoumkine est également président du centre russe de recherches pratiques et stratégiques, rédacteur en chef de la revue Vostok / Oriens, membre du conseil scientifique du Conseil de sécurité de Russie. Il est professeur à l'institut d'État des relations internationales de Moscou et a été en 2003 professeur invité à l'université de Californie à Berkeley.
L'attention du professeur Naoumkine se porte particulièrement sur l'étude de l'islam, les relations internationales, la sécurité internationale, l'observation, l'étude et la prospective en ce qui concerne les pays et les régions du Proche-Orient, d'Asie centrale et de Transcaucasie, ainsi que les recherches et les études ayant trait aux pays arabes du Sud. Il s'intéresse en conséquence également à la conflictologie et à l'ethnologie.
Ses travaux prioritaires portent actuellement sur l'évolution des courants islamistes contemporains, l'ethnologie de l'Arabie méridionale, et les conflits dans les pays d'Asie centrale de l'ex-URSS.

### Homme de dialogue
Le professeur est coprésident du groupe moscovite de la conférence de Darmouth. Dans les années 1990, il s'investit dans le dialogue international avec le Tadjikistan dans le cadre de la conférence de Darmouth qui se réunit au cours de trente-cinq sessions à ce sujet. Il participe au règlement des questions conflictuelles et en 1997 - en pleine période de reconstruction de la paix intérieure dans ce nouveau pays - il reçoit l'ordre de l'Amitié du Tadjikistan (Dousti), notamment en reconnaissance de son action en faveur de la consolidation des liens d'amitiés entre le Tadjikistan et la fédération de Russie et le retour à la paix à l'intérieur du pays entre les différentes communautés.
Depuis octobre 2001, le professeur Naoumkine participe aussi activement au dialogue (toujours dans le cadre de la conférence de Darmouth) en ce qui concerne le Haut-Karabagh, en lien avec Harold Sonders des États-Unis. Il a participé à plusieurs sessions entre les protagonistes du conflit.
Il représente depuis 2005 la Russie dans le groupe à haut niveau chargé de mettre au point le programme d'action de l'Alliance des civilisations, projet politique lancé par l'Espagne et la Turquie dans le but de renforcer la compréhension entre la civilisation occidentale et celle du Levant, et dont le siège est à New York. La candidature de tous les participants a été approuvée par le secrétaire général des Nations unies, à l'époque Kofi Annan. La France est quant à elle représentée par Hubert Védrine.
Il a reçu l'ordre de l'Amitié en 2006.

## Quelques publications
- Там, где возрождалась птица Феникс. — Moscou, 1977. [Là où le phénix est rené]
- Национальный фронт в борьбе за независимость Южного Йемена и национальную демократию 1963—1969. — Moscou, éd. Naouka (Наука), 1980. [Le Front national dans le combat pour l'indépendance du Sud-Yémen et pour la démocratie nationale 1963-1969]
- En collaboration avec V. Porkhomovski, Очерки по этнолингвистике Сокотры. — Moscou, éd. Naouka, 1981. [Esquisses sur l'ethno-linguistique de Socotra]
- Сокотрийцы. Историко-этнографический очерк. — Moscou, éd. Naouka, 1988. [Les habitants de Socotra. Esquisse historico-ethnographique]
- Полевые исследования на острове Сокотра // in VDI (ВДИ). — 1989. — № 2. — p. 158—161. [Recherches de terrain à l'île de Socotra]
- En collaboration avec V. Porkhomovski, Сокотрийский фольклорные тексты // Хадрамаут. археологические, этнографические и историко-культурные исследования. — Moscou, 1995. — p. 442—468. [Textes folkloriques de Socotra] in Hadramaout, Recherches archéologiques, ethnographiques et historico-culturelles.
- Новейшая история арабских стран (2 tomes, rédacteur responsable). [Toute nouvelle histoire des pays arabes]
- Арабский мир. (coateur et rédacteur responsable). [Le Monde arabe]
- Центральная Азия и Закавказье: этничность и конфликт. (traduit en anglais). [L'Asie centrale et la Transcaucasie: Ethnicités et conflits]
- Этнические конфликты в бывшем Советском Союзе. (traduit en anglais). [Les conflits ethniques dans l'ancienne Union soviétique]
- (en) Radical Islam in Central Asia: Between Pen and Rifle (publié aux États-Unis).
- Острова архипелага Сокотра (экспедиции 1974—2010 гг.). — Moscou, [Les îles de l'archipel de Socotra (expéditions de 1974-2010)], in Les Langues de la culture slave (Языки славянской культуры), 2012. — 528 p.  (ISBN 978-5-9551-0574-1) — УДК 94(677.28)+904:72
- Mahathir Mohamad à propos du monde contemporain (entretien mené par Vitaly Naoumkine), Moscou, éd. de l'Institut d'études orientales de l'Académie des sciences de Russie, 2013.